# Листи з Іодзіми
Листи з Іодзіми (англ. Letters from Iwo Jima, яп. 硫黄島からの手紙 Іо: дзіма кара но тегамі) — американський історичний фільм 2006 року. Режисер — Клінт Іствуд. У фільмі зображена битва за Іодзіму з погляду японських солдатів. Картина є частиною дилогії Іствуда про битву за Іодзіму. Американське сприйняття битви змальовано у фільмі «Прапори наших батьків».

## Сюжет
Фільм розповідає про битву за Іодзіму, важливий стратегічний пункт на підступах до Японії під час Другої світової війни. Командувати обороною призначений генерал Курібаясі, який негайно взявся налагоджувати оборону, використовуючи нетрадиційні погляди та підходи не тільки на тактику, але й на стосунки офіцерів зі солдатами. Все це викликає невдоволення підлеглих йому командирів, підкріплене тим фактом, що генерал свого часу стажувався в Америці. Паралельно розгортається сюжетна лінія, яка розповідає про простого солдата Сайго, який раніше був пекарем, а нині змушений копати траншеї та терпіти зачіпки безпосереднього начальства.

## В ролях
- Ватанабе Кен — генерал Курібаясі Тадаміті
- Кадзунарі Ніномія — Сайго
- Цуйосі Іхара — полковник барон Нісі Такеїті
- Рьо Касе — Сімідзу
- Сідо Накамура — лейтенант Іто
- Хіросі Ватанабе — лейтенант Фідзіта
- Такумі Бандо — капітан Таніда
- Юкі Мацудзакі — Нодзакі
- Такасі Ямагучі — Касівара
- Ейдзіро Одзакі — лейтенант Окубо
- Алан Сато — сержант Ондо
- Нае Юкі — Ханако, дружина Сайго
- Нобумаса Сакагамі — адмірал Осугі
- Масасі Нагадої — адмірал Ітімару Ріносуке
- Люк Еберл — Сем